# Ключ 209
Ключ 209 (трад. и упр. 鼻) — ключ Канси со значением «нос»; один из 2, состоящих из четырнадцати штрихов.
В словаре Канси есть 49 символов (из 49 030), которые можно найти c этим радикалом.

## История
Современный иероглиф «нос» восходит корнями к древней идеограмме, изображавшей часть лица и широкий нос монголоидной расы.
Иероглиф используется в значениях: «нос», «ручка, ушко, носик (предмета)», «первенец».
В качестве ключевого знака иероглиф используется редко.
В словарях находится под номером 209.

### Древние идеограммы

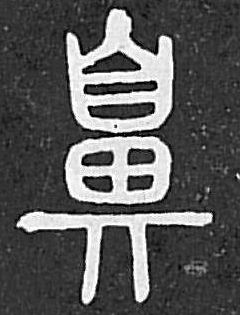
Вид в Шуовень
Вид в малой печати Чжуаньшу

## Значение
1. Органы у животных и людей, которые контролируют дыхание и запах (нос).
2. Начальный, исходный.
3. Часть посуды, выступающая и с отверстием, например, как у чайника.
4. Одна из китайских фамилий.

## Варианты прочтения
- кит. 鼻, пиньинь bí, би.
- яп. 鼻偏, hanabe, ханабэ.
- яп. はな, hana, хана.
- яп. ヒ, hi, хи.
- яп. ビ, bi, би.
- кор. 코 ko, кхо?, 비 bi, пи?.

## Варианты написания
| Словарь Канси Китай | Япония | Корея |
| ------------------- | ------ | ----- |
| 鼻                  | 鼻     | 鼻    |

- Примечание: Ваш браузер может отображать иероглифы неправильно.

## Примеры иероглифов
| Доп. штрихи | Иероглифы   |
| ----------- | ----------- |
| 0           | 鼻          |
| 2           | 鼽 鼼       |
| 3           | 鼾 鼿       |
| 4           | 䶊 䶋       |
| 5           | 𪖠 齁 齀 䶌 |
| 6           | 䶍 䶎       |
| 7           | 𪖫 𪖬 䶏    |
| 8           | 𪖭 齂       |
| 9           | 齃 齄 齃    |
| 10          | 齅 齆       |
| 11          | 𪖺 齇       |
| 13          | 𪗀 䶐 齈    |
| 16          | 䶑          |
| 22          | 齉          |

- Примечание: Ваш браузер может отображать иероглифы неправильно.